# José Manuel Fernández
José Manuel Fernández Reyes (ur. 18 listopada 1989 w Kordobie) – hiszpański piłkarz występujący na pozycji obrońcy w Córdobie.